# Ravnekvarteret
Ravnekvarteret (originaltitel: Kvarteret Korpen) er en svensk dramafilm fra 1963 skrevet og instrueret af Bo Widerberg. I hovedrollerne ses Thommy Berggren og Keve Hjelm. Filmen var Widerbergs anden spillefilm efter Barnevognen, som udkom samme år.

## Handling
Året er 1936. Anders (Thommy Berggren) bor i en fattig bydel i Malmø med sin alkoholiserede far (Keve Hjelm) og sin mor (Emy Storm), som er tvunget til at forsørge familien. Hans store drøm er at blive forfatter. En dag ankommer der et brev fra et forlag i Stockholm, som Anders har sendt et manuskript til. Forlaget ønsker at diskutere manuskriptet med ham.

## Medvirkende
- Thommy Berggren som Anders
- Keve Hjelm som faderen
- Emy Storm som moderen
- Ingvar Hirdwall som Sixten
- Agneta Prytz som nabo
- Fritiof Nilsson Piraten som forfatteren i venteværelset